# Tulia (album)
Tulia è l'album di debutto dell'omonimo gruppo musicale polacco, pubblicato il 27 maggio 2018 su etichetta discografica Universal Music Polska. La ristampa dell'album è uscita il successivo 9 novembre con l'aggiunta di cinque nuove tracce.
Tra le tracce dell'album è presente Pali się, che è stata selezionata dall'emittente televisiva polacca TVP come rappresentante nazionale all'Eurovision Song Contest 2019 a Tel Aviv, in Israele.

## Tracce
Versione originale
1. Nieznajomy – 4:29
2. Eli lama sabachtani – 3:43
3. Nie pytaj o Polskę – 4:03
4. Jeszcze Cię nie ma – 3:32
5. Kiedy powiem sobie dość – 3:43
6. Wstajemy już – 3:01
7. Nigdy więcej nie tańcz ze mną – 2:56
8. To nie ptak – 4:22
9. To wychowanie – 2:59
10. Uciekaj moje serce – 4:14
11. Krakowski spleen – 5:16
12. Jaskółka uwięziona – 6:13
13. Enjoy the Silence – 4:27
14. Nothing Else Matters – 4:48
15. Zazdrość – 1:10

Ristampa
1. Trawnik (feat. Kasia Kowalska) – 3:07
2. Nie zabieraj – 3:12
3. Pali się – 2:51
4. Dreszcze – 2:31
5. Nasza kołysanka (feat. Marcin Wyrostek) – 4:06

## Classifiche

### Classifiche settimanali
| Classifica (2018) | Posizione massima |
| ----------------- | ----------------- |
| Polonia           | 7                 |

### Classifiche di fine anno
| Classifica (2018) | Posizione |
| ----------------- | --------- |
| Polonia           | 48        |